# Gurania ovata
Gurania ovata är en gurkväxtart som beskrevs av Célestin Alfred Cogniaux. Gurania ovata ingår i släktet Gurania och familjen gurkväxter. Inga underarter finns listade i Catalogue of Life.